# Megumi Torigoe
Megumi Torigoe (鳥越 恵 Torigoe Megumi?) es una exfutbolista japonesa que jugaba como defensa.
Torigoe jugó 8 veces para la selección femenina de fútbol de Japón entre 1999 y 2001. Torigoe fue elegida para integrar la selección nacional de Japón para los Copa Asiática femenina de la AFC de 1999.

## Trayectoria

### Selección nacional
| Selección | País  | Año         |
| --------- | ----- | ----------- |
| Absoluta  | Japón | 1999 - 2001 |

## Estadística de equipo nacional
| Selección femenina de fútbol de Japón | Selección femenina de fútbol de Japón | Selección femenina de fútbol de Japón |
| Año                                   | Partidos                              | Goles                                 |
| ------------------------------------- | ------------------------------------- | ------------------------------------- |
| 1999                                  | 5                                     | 0                                     |
| 2000                                  | 2                                     | 0                                     |
| 2001                                  | 1                                     | 0                                     |
| Total                                 | 8                                     | 0                                     |